# Bruderholzi csata
A bruderholzi csatát 1499. március 22-én, a sváb háború részeként vívta a Sváb Liga és a svájci sereg.

## Az ütközet
A csatához I. Miksa német-római császár azon törekvése vezetett, hogy korlátozza a Ósvájci Konföderáció függetlenségét. 1499. március 22-én a felek Bruderholz közelében csaptak össze, miután a német csapatok több települést kifosztottak. A csatát a konföderáció nyerte, majd ugyanebben az évben a dornachi csatában is diadalmaskodott. Szeptemberben Bázelben békeszerződést kötöttek a felek, amely nagyfokú függetlenséget biztosított a szövetségnek.